# Lose Yourself to Dance
«Lose Yourself to Dance» es una canción realizada por el dúo francés Daft Punk, con la colaboración del cantante estadounidense Pharrell Williams; incluida en el cuarto álbum de estudio de Daft Punk, Random Access Memories. La canción fue compuesta por Daft Punk, Williams y Nile Rodgers. Fue distribuido en las estaciones de radio como el segundo sencillo del álbum, el 13 de agosto de 2013. Antes de su edición como sencillo, la canción ingresó en las listas musicales de varios países, entre ellos Francia, Suecia, Suiza y el Reino Unido. En este último, luego de su lanzamiento oficial como sencillo, logró alcanzar la ubicación número 49, y lideró la lista del Billboard Hot Dance Club Songs.
El video oficial de la canción fue producido por Daft Arts y dirigido por Daft Punk, Warren Fu, Paul Hahn y Cédric Hervet.

## Créditos
- Pharrell Williams – voces
- Nile Rodgers – guitarra eléctrica
- Nathan East – bajo
- John "J.R." Robinson – batería

## Posicionamiento en listas y certificaciones
| Lista (2013)                              | Mejor posición |
| ----------------------------------------- | -------------- |
| Bélgica (Flandes) (Ultratop 50)           | 32             |
| Bélgica (Valonia) (Ultratop 50)           | 38             |
| Estados Unidos (Bubbling Under Hot 100)   | 3              |
| Estados Unidos (Hot Dance Club Songs)     | 1              |
| Estados Unidos (Dance/Electronic Songs)   | 10             |
| Francia (SNEP)                            | 31             |
| Irlanda (IRMA)                            | 62             |
| Italia (FIMI)                             | 17             |
| México (Billboard Mexican Airplay)        | 22             |
| Reino Unido (The Official Charts Company) | 49             |
| Suecia (Sverigetopplistan)                | 42             |
| Suiza (Schweizer Hitparade)               | 59             |

| País           | Organismo certificador | Certificación | Ventas | Ref.   |
| -------------- | ---------------------- | ------------- | ------ | ------ |
| Estados Unidos | RIAA                   | Platino       | 1 000  | [ 15 ] |
| Italia         | FIMI                   | Oro           | 15 000 | [ 16 ] |
| México         | AMPROFON               | Oro           | 30 000 | [ 17 ] |

### Sucesión en listas
| Anterior: «Applause» de Lady Gaga | Hot Dance Club Songs — Sencillo Nro 1 2 de noviembre de 2013 — 9 de noviembre de 2013 | Siguiente: «Wake Me Up!» de Avicii |

## Historial de lanzamiento
| País           | Fecha                | Formato               | Discográfica     |
| -------------- | -------------------- | --------------------- | ---------------- |
| Estados Unidos | 13 de agosto de 2013 | Radio Mainstream      | Columbia Records |
| Estados Unidos | 13 de agosto de 2013 | Rhythmic contemporary | Columbia Records |